# André Le Danois de La Soisière
André Bazile Le Danois de La Soisière est un homme politique français né le 18 mars 1750 à Bernay et mort le 18 juin 1827 à Paris.

## Biographie
Subdélégué, lieutenant général du bailliage de Bernay et conseiller au conseil de Monsieur avant la Révolution, il est maire de Bernay en 1789 puis président de l'administration du district en 1791. Il est élu député de l'Eure au Conseil des Anciens le 24 vendémiaire an IV. Rallié au coup d'État du 18 Brumaire, il est nommé conseiller de préfecture en 1800. Il est député de l'Eure de 1802 à 1814, et en 1815, pendant les Cent-Jours. Sous la Seconde Restauration, il est nommé président du tribunal de première instance de Bernay, puis conseiller à la cour d'appel de Rouen.

## Sources
- « André Le Danois de La Soisière », dans Adolphe Robert et Gaston Cougny, Dictionnaire des parlementaires français, Edgar Bourloton, 1889-1891 [détail de l’édition]